# Proctacanthus guianica
Proctacanthus guianica är en tvåvingeart som beskrevs av Charles Howard Curran 1934. Proctacanthus guianica ingår i släktet Proctacanthus och familjen rovflugor.
Artens utbredningsområde är Guyana. Inga underarter finns listade i Catalogue of Life.